# Ширяев, Максим Сергеевич (футболист)
Макси́м Серге́евич Ширя́ев (род. 13 июля 1995, Москва, Россия) — российский футболист, защитник «Нефтехимика».

## Карьера
В 2015 году подписал контракт с костромским «Спартаком». Летом 2017 года пополнил ряды клуба «Долгопрудный». В феврале 2018 года перешёл в латвийский клуб «Елгава». Дебютировал в Высшей лиге 1 апреля в матче против юрмальского «Спартака» (1:0). В 2019—2023 года защищал цвета «Нефтехимика». 13 февраля 2023 года подписал контракт с «Рубином». В октябре 2023 года покинул клуб. В феврале 2024 года пополнил ряды «Челябинска». В июне того же года перешёл в «Енисей». 25 декабря 2024 года расторг контракт с клубом и вернулся в «Нефтехимик».

## Достижения
- Победитель зоны «Урал-Приволжье» Второй лиги: 2018/19